# Le Père Dowling
 (février 2023).
Si vous disposez d'ouvrages ou d'articles de référence ou si vous connaissez des sites web de qualité traitant du thème abordé ici, merci de compléter l'article en donnant les références utiles à sa vérifiabilité et en les liant à la section « Notes et références ».
Le Père Dowling (Father Dowling Mysteries) est une série télévisée américaine en un pilote de 90 minutes et 43 épisodes de 44 minutes, créée par Dean Hargrove et Joel Steiger d'après les romans de Ralph McInerny. Le téléfilm a été diffusé le 30 novembre 1987 et la première saison de 8 épisodes a été diffusée entre le 20 janvier 1989 et le 10 mars 1989 sur le réseau NBC, puis les 2 saisons suivantes entre le 4 janvier 1990 et le 2 mai 1991 sur le réseau ABC.
En France, la série a été diffusée à partir du 22 octobre 1991 sur France 3.

## Synopsis
Le Père Dowling est curé de la paroisse Saint-Michel dans un faubourg de Chicago. D'une nature curieuse et passionné par les enquêtes criminelles, il apporte régulièrement son concours à la police locale avec l'aide de la jeune Sœur Stéphanie, une intrépide religieuse qui a grandi dans la rue et qui en connaît tous les codes et le langage. Tous deux se lancent dans des aventures parfois dangereuses tout en évitant soigneusement, avec la complicité de leur cuisinière Marie, d'y associer le Père Prestwick, un jeune vicaire aux initiatives souvent calamiteuses qui tombe toujours au mauvais moment dans leurs enquêtes...

## Distribution
- Tom Bosley : Père Frank Dowling
- Tracy Nelson : Sœur Stephanie « Steve » Oskowski
- James Stephens (en) : Père Philip Prestwick
- Mary Wickes : Marie Murkin

## Épisodes
Bien que n'ayant pas de titres français, l'intégralité des épisodes ont été doublés en français et diffusés sur France 3.

### Pilote (1987)
1. Titre français inconnu (Fatal Confession) 90 minutes

### Première saison (1989)
1. Un cadavre encombrant [1/2] (The Missing Body Mystery: Part 1)
2. Un cadavre encombrant [2/2] (The Missing Body Mystery: Part 2)
3. La Call-girl (What Do You Call A Call Girl Mystery?)
4. Titre français inconnu (The Man Who Came To Dinner Mystery)
5. Un prêtre dans la mafia [1/2] (The Mafia Priest: Part 1)
6. Un prêtre dans la mafia [2/2] (The Mafia Priest: Part 2)
7. Titre français inconnu (The Face In The Mirror Mystery)
8. Un bébé tombé du ciel (The Pretty Baby Mystery)

### Deuxième saison (1990)
1. L'Habit ne fait pas le moine (The Visiting Priest Mystery)
2. Titre français inconnu (The Exotic Dancer Mystery)
3. Le Sanctuaire (The Sanctuary Mystery)
4. Titre français inconnu (The Stone Killer Mystery)
5. Titre français inconnu (The Woman Scorned Mystery)
6. L'Apparition (The Ghost Of A Chance Mystery)
7. Le Coup de l'aveugle (The Blind Man's Bluff Mystery)
8. Un ange passe (The Falling Angel Mystery)
9. Couple idéal (The Perfect Couple Mystery)
10. Titre français inconnu (The Confidence Mystery)
11. Titre français inconnu (The Solid Gold Headache Mystery)
12. Titre français inconnu (The Legacy Mystery)
13. Titre français inconnu (The Passionate Painter Mystery)

### Troisième saison (1990-1991)
1. Princesse d'un jour (The Royal Mystery)
2. Mort sur ordonnance (The Medical Mystery)
3. Pacte avec le Diable (The Devil In The Deep Blue Sea Mystery)
4. Titre français inconnu (The Showgirl Mystery)
5. Titre français inconnu (The Movie Mystery)
6. Titre français inconnu (The Undercover Nun Mystery)
7. Titre français inconnu (The Murder Weekend Mystery)
8. Titre français inconnu (The Reasonable Doubt Mystery)
9. Titre français inconnu (The Vanishing Victim Mystery)
10. Titre français inconnu (The Christmas Mystery)
11. Titre français inconnu (The Fugitive Priest Mystery)
12. Titre français inconnu (The Substitute Sister Mystery)
13. Titre français inconnu (The Missing Witness Mystery)
14. Titre français inconnu (The Prodigal Son Mystery)
15. Titre français inconnu (The Moving Target Mystery)
16. Titre français inconnu (The Priest Killer Mystery)
17. Titre français inconnu (The Mummy's Curse Mystery)
18. Titre français inconnu (The Monkey Business Mystery)
19. Titre français inconnu (The Hard Boiled Mystery)
20. Titre français inconnu (The Malibu Mystery)
21. Titre français inconnu (The Consulting Detective Mystery)
22. Titre français inconnu (The Joyful Noise Mystery)